# Live (телеканал)
«Live» (раніше — «Kyiv.live») — закритий інформаційно-розважальний телеканал в Україні. Входить до медіахолдингу «Live.Network», що належить підприємиці Ганні Ковальовій, співзасновниці креативних агентств «We know how» і «Badoev ID».
До 2022 року медіахолдинг належав депутату від проросійської партії «ОПЗЖ» Вадиму Столару.

## Історія
Тестове мовлення телеканал почав 9 серпня 2020 року на частотах супутникового телеканалу «Rabinovich TV» та аналогового телеканалу «Перший київський» у беззвучному режимі, а повноцінне — 10 серпня.
10 грудня 2020 року Національна рада з питань телебачення і радіомовлення переоформила ліцензії супутникового телеканалу «Rabinovich TV» (ТОВ «Ньюс нетворк»), дозволивши йому переформатуватися на інформаційний телеканал «Kyiv.live».
14 грудня під час знімального процесу на Видубичах у Києві невідомий напав на знімальну групу, завдавши синця на обличчі журналістці Каміллі Мамедовій.
Наприкінці грудня 2020 року до команди «Kyiv.live» приєдналися екскерівниця управління аналітики «1+1 Digital» Аліна Макарова та екскерівник digital-розробок «1+1» Дмитро Жук.
Було створено медіахолдинг «Live.Network», керувати яким став Інститут когнітивного моделювання[джерело?]. За розвиток діджитал-напрямків відповідає Анна Ткаченко, дружина міністра культури Олександра Ткаченка.
У лютому 2021 року інформаційне мовлення каналу очолив Сергій Мамаєв.
8 березня 2021 року змінив логотип і графічне оформлення.
1 липня 2021 року змінив логотип та назву на «Live».
Наприкінці липня того ж року стало відомо, що телеканал переоформив логотип та назву на «Типовий Київ». Згодом Світлана Павелецька, CEO Інституту когнітивного моделювання, уточнила, що планується відокремити супутникову версію телеканалу під назвою «Live» і регіональний київський цифровий телеканал «Типовий Київ». Головною редакторкою «Типового Києва» стала Світлана Криворучко. 10 серпня 2021 року телеканал «Типовий Київ» розпочав мовлення у локальному київському мультиплексі DVB-T замінивши собою «Live».
З 28 листопада 2021 року медіахолдинг «Live.Network» припинив співпрацю з Інститутом когнітивного моделювання. Причиною стало закінчення терміну дії контракту. Новим генеральним директором холдингу став колишній директор телеканалів «112 Україна» та «NewsOne» Юрій Будяк.
З 23 грудня генеральною продюсеркою медіахолдингу стала колишня заступниця генпродюсера телеканалу «112 Україна», а нині — членкиня ради з питань свободи слова та захисту журналістів при Президентові України Людмила Писанко.
З 20 січня 2022 року креативним директором медіахолдингу «Live.Network» став колишній співробітник телеканалів «Інтер», «112 Україна» та «NewsOne» Микола Корчага.
З 15 липня 2022 року телеканал призупинив своє мовлення через російське вторгнення в Україну.
Останній етер відбувся в березні 2022 року, після чого телеканал призупинив мовлення.
У липні 2022 року власницею каналу стала Ганна Ковальова (співзасновниця креативних агентств «We know how» і «Badoev ID» та CEO благодійного фонду «Future for Ukraine»). Ковальова стала власницею юридичних осіб каналів «Odesa.live» (ТОВ «Медіамережі. Одеса» та ТОВ «ТРК „Клуб-ТВ“»), «Типовий Київ» (ТОВ «Телерадіокомпанія „Купол“») та «Live» (ТОВ «Медіамережі»).
Телеканал брав участь у конкурсі на мовлення в мультиплекі MX-5 цифрової етерної мережі DVB-T2 під логотипом «Новини Live». За результатами конкурсу, оголошені регулятором 23 листопада 2023 року, «Новини Live» було відмовлено у видачі ліцензії на мовлення.

## Власники
2020–2022: 50 % акцій телеканалу належали «Тауер групп», якою володіли народний депутат від проросійської партії «ОПЗЖ» Вадим Столар (через 89 % акцій) та Сергій Турчінов (через 11 % акцій) через АТ «Закритий недиверсифікований венчурний корпоративний інвестиційний фонд „Генесис“». Іншими 50 % власності телеканалу володів киянин Юрій Олексієнко через британську компанію «Лонгера лімітед».
2022–нині: власницею телеканалу є Ганна Ковальова.

## Логотипи
Телеканал змінив 3 логотипи. 
| Логотип | Опис |
| ------- | --- |
|         | З 9 серпня 2020 по 7 березня 2021 року логотипом телеканалу був прозорий круг з білим написом «KYIV LIVE». Знаходився внизу екрана посередині.                                                                    |
|         | З 8 березня по 30 червня 2021 року використовувався біле кільце з жирним написом «LIVE» всередині, під яким слово «KYIV». Праворуч розривалося маленьким білим кругом. Логотип знаходився у лівому нижньому куті. |
|         | З 1 липня 2021 року до березня 2022 року використовувався той же логотип, але без слова «KYIV». Знаходиться там же.                                                                                               |

## Параметри супутникового мовлення
| Супутник         | Частота, МГц | Швидкість | Поляризація     | FEC | Формат зображення | Кодування |
| ---------------- | ------------ | --------- | --------------- | --- | ----------------- | --------- |
| Astra 4A (4.8°E) | 12284        | 27500     | V (вертикальна) | 3/4 | MPEG-2            | FTA       |